# Френсіс Пейтон Раус
Фре́нсіс Пейтон Раус (Роус) (англ. Francis Peyton Rous; 5 жовтня 1879, Балтимор — 16 лютого 1970, Нью-Йорк) — американський патолог, лауреат Нобелівської премії з фізіології або медицини 1966 року за відкриття пухлинотворних вірусів, зроблене ним 1911 року. Розділив премію з Чарлзом Гаггінсом. На честь Рауса названа відкрита ним саркома у курей, яку спричинює онкогенний вірус.